# Alle Jahre wieder – Weihnachten mit den Coopers
Alle Jahre wieder – Weihnachten mit den Coopers (Originaltitel Love the Coopers) ist eine US-amerikanische Weihnachts-Episoden-Filmkomödie aus dem Jahr 2015. Regie führte Jessie Nelson, das Drehbuch schrieb Steven Rogers. Sam und Charlotte Cooper werden von John Goodman und Diane Keaton verkörpert, deren Kinder Hank und Eleanor von Ed Helms und Olivia Wilde. Amanda Seyfried, Marisa Tomei und Alan Arkin sind in tragenden Rollen besetzt.

## Handlung
Familienhund Rag erzählt die Geschichte „seiner Familie“ aus Sicht eines Hundes: Mit der Ehe zwischen Charlotte und Sam Cooper steht es nicht zum Besten. Nachdem die Kinder aus dem Haus sind, gibt es wenig, was beide miteinander verbindet. Aber die Coopers sind nicht die Einzigen, die so ihre Probleme miteinander haben. Nun steht das Weihnachtsfest vor der Tür und auch weitere Familienmitglieder wollen die Schwierigkeiten, mit denen sie zu kämpfen haben, vor den Anderen geheim halten, um die weihnachtliche Stimmung nicht zu trüben.
So ist Hank, dem Sohn der Coopers, gerade gekündigt worden und er verheimlicht seine Arbeitslosigkeit, weil er nach seiner Scheidung nicht als „Verlierer“ dastehen möchte. Eleanor, seiner Schwester, geht es auf die Nerven, jedes Jahr gefragt zu werden, warum sie noch Single sei und sie hat daher Joe, einen Soldaten, dessen Bekanntschaft sie zufällig auf dem Flughafen gemacht hat, mitgebracht, um ihn als ihren Freund vorzustellen.
Charlottes Vater Bucky würde Weihnachten lieber in seiner Stammkneipe verbringen und hat die junge Kellnerin Ruby mitgebracht, die nichts mit ihrem Leben anzufangen weiß. Emma, die Schwester von Charlotte, leidet unter Minderwertigkeitskomplexen gegenüber Charlotte und wird bei einem Ladendiebstahl ertappt.
Am Weihnachtsabend kommen die Geheimnisse der Familie dann aber doch ans Licht.

## Synchronisation
Die deutsche Synchronisation entstand nach einem Dialogbuch von Stephan Hoffmann unter seiner Dialogregie im Auftrag der Cinephon Filmproduktions GmbH in Berlin.
| Darsteller/in     | Synchronsprecher/in       | Rolle                        |
| ----------------- | ------------------------- | ---------------------------- |
| John Goodman      | Klaus Sonnenschein        | Sam Cooper                   |
| Diane Keaton      | Traudel Haas              | Charlotte Cooper             |
| Ed Helms          | Uwe Büschken              | Hank                         |
| Olivia Wilde      | Anja Stadlober            | Eleanor                      |
| Amanda Seyfried   | Magdalena Turba           | Ruby                         |
| Marisa Tomei      | Maud Ackermann            | Emma                         |
| Alan Arkin        | Jan Spitzer               | Bucky                        |
| Jake Lacy         | Florian Hoffmann          | Joe                          |
| June Squibb       | Sonja Deutsch             | Tante Fishy                  |
| Maxwell Simkins   | Simon Halaski             | Bo                           |
| Keenan Jolliff    | Sebastian Kluckert        | Brady                        |
| Molly Gordon      | Stella Sommerfeld         | Lauren Hesselberg            |
| Alex Borstein     | Daniela Hoffmann          | Angie                        |
| Timothée Chalamet | Marco Eßer                | Charlie                      |
| Blake Baumgartner | Melina Witez              | Madison                      |
| Sylvia Kauders    | Bea Tober                 | Sara                         |
| Anthony Mackie    | Peter Lontzek             | Officier William             |
| Lev Pakman        | Constantin von Jascheroff | Schnozzle Whitehead          |
| Jon Tenney        | Thomas Nero Wolff         | Dr. Morrissey                |
| Steve Martin      | Tom Vogt                  | Erzähler (Familienhund Rags) |

## Rezeption

### Kritik
In den englischsprachigen Medien fand der Film ein überwiegend negatives Echo. So kommt der Film bei Rotten Tomatoes bei 120 Wertungen auf gerade einmal 18 %.
Die Redaktion von TV Spielfilm konnte sich nicht für den Film erwärmen und schrieb: „Im Vergleich zu Keatons ähnlicher Erfolgskomödie ‚Die Familie Stone‘ (2005) sieht ‚Alle Jahre wieder‘ blass aus. Nur die grandiose Besetzung schafft es, die seichte Story mit Witz und Charme über die Zeit zu retten.“ Fazit: „Alberne bis herzige Festtagsbescherung.“
Die Redaktion des Fernsehmagazins Prisma sah das ähnlich. Dort hieß es: „Auch wenn das Drehbuch viele Schwachstellen aufweist und die Witze manchmal allzu flach geraten, kann der Film von Regisseurin Jessie Nelson (‚Ich bin Sam‘) mit einer Sache eindeutig punkten: Ihre tolle Darstellerriege reißt das Ruder herum und macht aus der turbulenten Komödie nette Familien-Unterhaltung zur besinnlichen Zeit.“

### Negative Auszeichnung
Amanda Seyfried wurde für ihre Darstellung der Ruby in der Kategorie „Schlechteste Nebendarstellerin“ für die Goldene Himbeere 2016 nominiert.